# The Velvet Vampire
The Velvet Vampire, también conocida como Cemetery Girls, es una película de vampiros estadounidense de 1971 dirigida por Stephanie Rothman. Está protagonizada por Celeste Yarnall, Michael Blodgett, Sherry Miles, Gene Shane, Jerry Daniels, Sandy Ward y Paul Prokop. Ha sido citada como una película de culto.

## Argumento
Lee Ritter (Michael Blodgett) y su esposa Susan (Sherry Miles) aceptan la invitación de la misteriosa Diane LeFanu (Celeste Yarnall) para visitarla en su aislada finca en el desierto . Las tensiones surgen cuando la pareja, que ignora que Diane es en realidad una vampira centenaria, se da cuenta de que ambos son objeto de las seducciones de la pálida seductora.

## Reparto
- Celeste Yarnall como Diane Le Fanu.
- Michael Blodgett como Lee Ritter.
- Sherry Miles como Susan Ritter.
- Gene Shane como Carl Stoker.
- Jerry Daniels como Juan.
- Sandy Ward como Amos.
- Paul Prokop como Cliff.
- Chris Woodley como Chica de Cliff.
- Robert Tessier como el motociclista.
- Johnny Shines como el bluesman.

## Producción
La película fue la continuación de Stephanie Rothman de su éxito de 1970 The Student Nurses. Ella y su esposo Charles Swartz habían escrito un guion, The Student Teachers, pero el productor Larry Woolner quería hacer una película de vampiros después del éxito de El rojo en los labios (1970). A Rothman y Swartz se les ocurrió una historia de vampiros actual originalmente titulada Through the Looking Glass. Rothman quería convertir a la vampira en mujer y tener a una mujer como protagonista en lugar de víctima. El nombre del personaje «Diane Le Fanu» era una referencia al autor Sheridan Le Fanu, escritor de Carmilla. La galería de arte donde Lee y Susan conocen a Diane por primera vez se llama «The Stoker» en honor a su propietario, el personaje Carl Stoker, una referencia evidente a Bram Stoker, el autor de Drácula.
El guion fue escrito durante tres meses. Rothman agregó elementos cómicos para hacerlo diferente de material similar.
El artista de blues Johnny Shines apareció en la película e interpretó su canción escrita por él mismo «Evil-Hearted Woman».
La película se rodó en febrero de 1971. Yarnall, que acababa de dar a luz, recuerda que «todos fueron muy complacientes, fue un placer trabajar con ellos. Stephanie... fue maravillosa, abierta. Fue mi primera experiencia con una mujer directora y fue notable especialmente en las escenas sexuales. Stephanie era muy sensible. Cerró el set durante las tomas más explícitas, y a menudo solo estábamos Michael, yo y el camarógrafo».

## Recepción
Roger Corman afirmó más tarde que estaba decepcionado con el producto final y lo lanzó en un cartel doble con una película de terror italiana, Il castello dalle porte di fuoco (que fue estrenada bajo el título en inglés Scream of the Demon Lover).
Se ha convertido en una película de culto.

### Taquilla
Stephanie Rothman admitió que la recepción comercial de la película fue decepcionante. Ella pensó que el problema podría haber sido la película:
Cayó entre dos taburetes. No es una película de terror tradicional ni una película de explotación extrema. En algunos lugares se reservó en salas de cine de arte. En otros, tuvo un lanzamiento de saturación de una semana en autocines y cines con techo rígido. No hubo un patrón de distribución consistente porque la gente respondió de manera diferente y creo que eso puede ser parte del problema. También fue de un productor independiente. Había muchas otras películas de vampiros competidoras en ese momento con nombres de estrellas. ... Pero la película no se ha olvidado. Sigue apareciendo en festivales y retrospectivas, aunque no llamó la atención en taquilla.

### Crítica
Los Angeles Times escribió: «La Srta. Rothman está en su mejor momento en las escenas de amor ... manejadas con rara belleza sensual y gusto. Desafortunadamente, hay poco más que decir sobre The Velvet Vampire».